# 라울 비센테 아마리야
라울 비센테 아마리야(스페인어: Raúl Vicente Amarilla, 1961년 10월 20일 ~ )는 파라과이의 전직 축구 선수로, 과거 포지션은 공격수였다.
17세 때 스포르티보 루케뇨 소속으로 데뷔했으며 1980년 스페인의 라싱 산탄데르로 이적했다. 1981년 레알 사라고사로 이적했고 1982-83 라 리가 시즌에서 팀 득점 순위 1위와 리그 득점 순위 2위에 올랐다. 1985년부터 1988년까지 바르셀로나 소속으로 뛰었으며 1988년 올림피아 아순시온으로 이적했고 같은 해에 파라과이 프리메라 디비시온 득점왕에 올랐다.
1989년 코파 리베르타도스에서 10골을 기록하며 득점왕에 올랐고 같은 해에 멕시코의 클루브 아메리카로 이적했다. 1990년 올림피아 아순시온으로 복귀했으며 같은 해에 팀의 코파 리베르타도레스와 수페르코파 수다메리카나 우승에 공헌했고 1991년에는 팀의 레코파 수다메리카나 우승에 공헌했다. 1993년 일본 J리그의 요코하마 플뤼겔스로 이적했고 1994년 현역 은퇴했다.
1990년 남아메리카 올해의 축구 선수로 선정되었으며 2006년부터 2007년까지 파라과이 대표팀 감독을 맡기도 했다.